# Bundesgymnasium und Bundesrealgymnasium Klosterneuburg
Das Bundesgymnasium und Bundesrealgymnasium Klosterneuburg, kurz BG/BRG Klosterneuburg, ist mit rund 1200 Schülerinnen und Schülern eine der größten allgemeinbildenden höheren Schulen Niederösterreichs. Sie verwendet auch den kürzeren Namen Gymnasium Klosterneuburg IB World School.

## Geschichte
Gegründet wurde es im Jahr 1902; heute umfasst es zwei Gebäude, den Altbau und den Neubau, ca. 40 Klassen und beschäftigt über 120 Lehrer und ca. 1200 Schüler. Die beiden Gebäude – der Neubau wurde in den Achtzigern angebaut – sind miteinander verbunden, sodass es keine externen Einrichtungen – wie in den Siebzigern – mehr geben muss. Trotz der Verringerung der Geburtenraten verzeichnet das BG/BRG Klosterneuburg einen Anstieg an Schülern, weshalb das Schulgebäude in den Jahren 2010–2014 um weitere Klassenräume (als „Aufbau“ auf den Neubau) erweitert wurde. Auch aktuell stößt das Gymnasium räumlich und verwaltungstechnisch an seine Grenzen, mehrfach wurde bereits der Wunsch nach einem zweiten Gymnasium für Klosterneuburg geäußert.
Nachdem Robert Donner am 1. Juli 2017 nach Wien zum BG/BRG Wenzgasse wechselte, übernahm Hemma Poledna die interimistische Leitung des Gymnasiums. Robert Donner war seit Herbst 2013 Direktor des Gymnasiums. Vorgänger war seit dem Jubiläumsjahr 2002/2003 Rudolf Koch, der schon vorher am BG/BRG Klosterneuburg als Lehrer gearbeitet hat. Vorgängerin von Koch war Erika Müller.

## Allgemeines
Das Klosterneuburger Gymnasium bietet die Schulzweige "Gymnasium" mit Hauptaugenmerk auf Sprachen und "Realgymnasium" mit Fokussierung auf naturwissenschaftliche Ausbildung. Daneben gibt es auch einen bilingualen Zweig, in dem der Unterricht zunehmend auf Englisch geführt wird. Ab der elften Schulstufe besteht die Möglichkeit das IB Diploma Programme zu machen und neben der österreichischen Reifeprüfung mit dem International Baccalaureate abzuschließen.
Die Bibliothek der Schule ist eine der größten Schulbibliotheken Österreichs, weswegen sie auch oft von Erwachsenen besucht wird. Weiters verfügt die Schule über vier Computerräume (inkl. Bibliothek), über eine Anbindung an das Niederösterreichische Bildungsnetz (NÖB) mit Glasfaserleitung, WLAN und viele pädagogische Unterrichtsmittel (Physiksammlung, Biologiesammlung, Chemiesammlung, Musiksammlung, Turngeräte).
Das BG/BRG ist auch international sehr aktiv; es hat Partnerschulen in Warna (Bulgarien), Göppingen (Deutschland), Münster (Deutschland), sowie in Cambridge (Großbritannien), Arizona (USA) Montana (USA), Maryland (USA), Florida (USA) und in Washington DC (USA) mit denen regelmäßig Schüleraustausch gepflegt wird. Darüber hinaus werden jährlich Schüler des BG Klosterneuburg ausgewählt, um am Model European Parliament teilzunehmen.
Weiters nimmt das Gymnasium an vielen Wettbewerben (Fremdsprachenwettbewerb, Känguru der Mathematik, Klosterneuburger Jugendpreis etc.) überaus erfolgreich teil.
Das Gimpelfest ist der jährliche Abschlussball der Maturanten des BG/BRG Klosterneuburg und findet in der Babenbergerhalle Klosterneuburg statt.

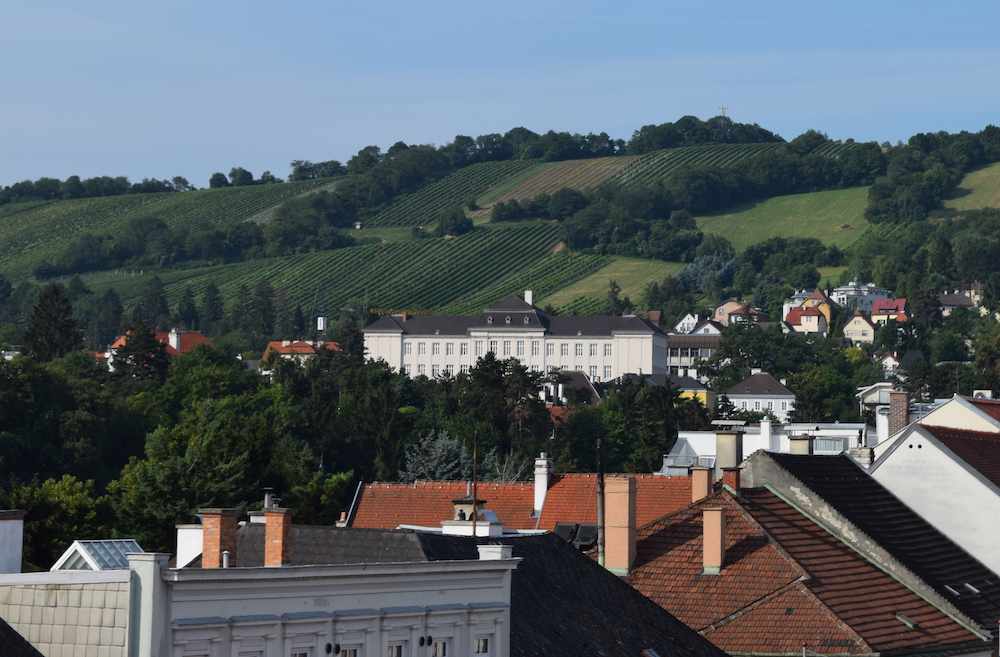
Der Altbau des BG/BRG Klosterneuburg vor dem Buchberg.

## Ehemalige Schüler
Der wohl berühmteste Schüler des Gymnasiums war Egon Schiele (bis 1906), der bekannteste österreichische Künstler des Expressionismus, der aus dem heute noch immer existierenden Zeichensaal eine Ansicht von Stift Klosterneuburg gemalt hat.
Weitere bekannte ehemalige Schüler und Absolventen des BG/BRG Klosterneuburg sind der Schauspieler Otto Wilhelm Fischer (1933), der Politiker Kurt Waldheim (1939), der Autor Bernhard Studlar (1990) und der Gesundheitsexperte Hademar Bankhofer (1959). Der ehemalige Wirecard-Vorstand Jan Marsalek besuchte die Schule in den 1990er Jahren und verließ sie ohne Abschluss.